# Air China Cargo
Air China Cargo Co., Ltd. är ett fraktflygbolag baserat i Peking, Kina. Det är ett dotterbolag till Air China som specialiserat sig på godstransporter och har trafik till 36 städer i 27 länder runt om i världen. Air China Cargos huvudbas är Pekings internationella flygplats

## Destinationer
Kina
- Peking (Pekings internationella flygplats) bas
- Chengdu (Chengdu Shuangliu International Airport)
- Shanghai (Shanghai Pudong International Airport)

Europa
- Köpenhamn (Kastrups flygplats)
- Frankfurt (Frankfurt Mains flygplats)
- Manchester (Manchester Airport)

USA
- Anchorage (Ted Stevens Anchorage International Airport)
- Chicago (O'Hare International Airport)
- Fort Worth (Dallas/Fort Worth International Airport)
- Los Angeles (Los Angeles International Airport)
- New York (John F. Kennedy International Airport)
- Portland (Portland International Airport)

## Flotta
| Flygplan          | Antal | Order | Optioner | Registreringar                           |
| ----------------- | ----- | ----- | -------- | ---------------------------------------- |
| Boeing 747-200F   | 3     | 0     | 0        | B-2448, B-2450, B-2462                   |
| Boeing 747-400F   | 6     | 2     |          | B-2409, B-2475 - B-2478, (B-2456, B2458) |
| Tupolev 204-120CE | 1     | 4     | 10       | B-2871                                   |
| totalt            | 10    | 7     | 10       |                                          |